# Cory Kennedy

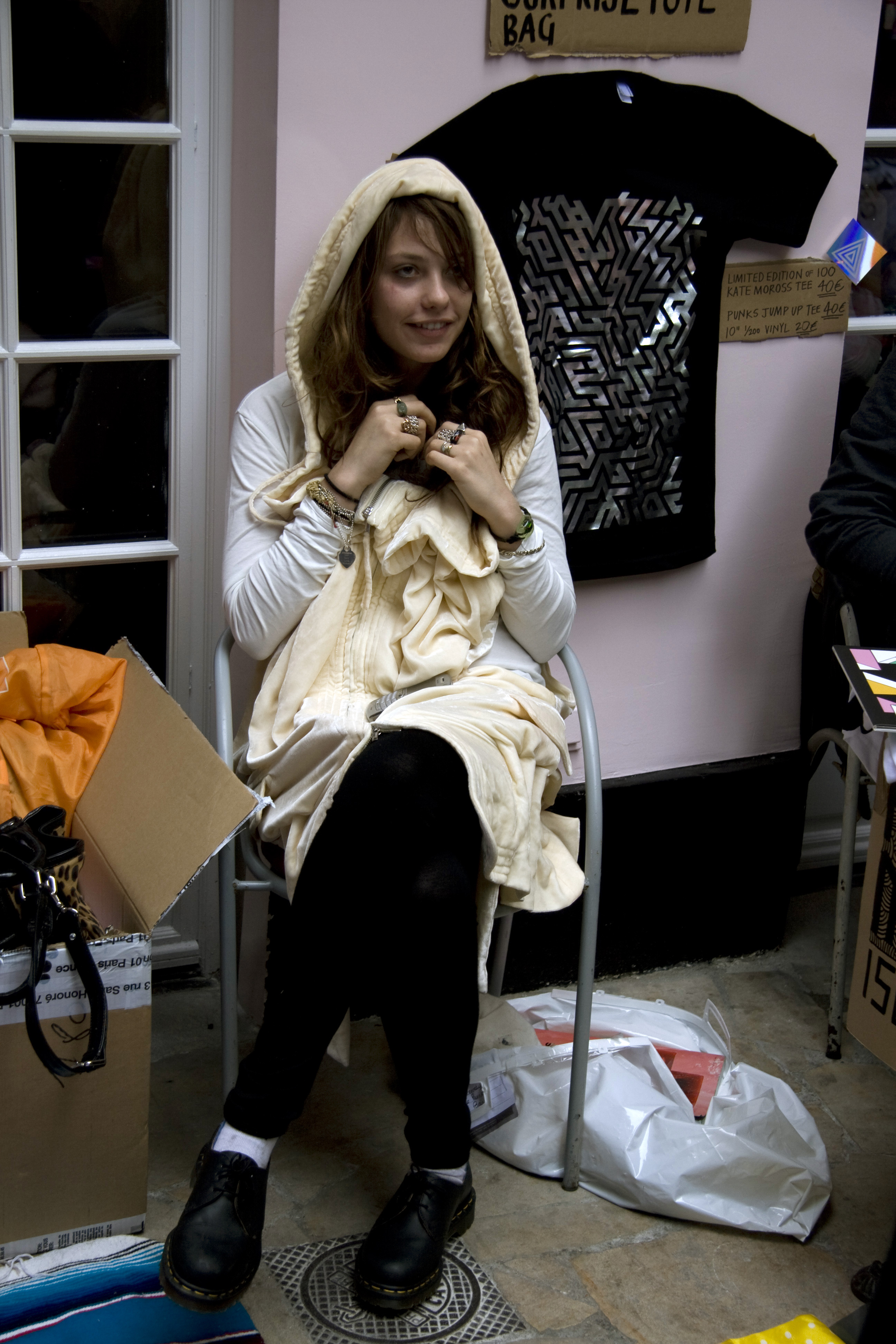
Cory Kennedy

Cory Kennedy (* 21. Februar 1990, vollständiger Name Cory Kennedy-Levin) ist eine US-amerikanische Internet-Berühmtheit, wurde im Jahr 2006 international bekannt und gilt als neues It-Girl.

## Leben
Während eines Blood Brothers-Konzerts im El-Rey Theater in Los Angeles traf Cory Kennedy im Sommer 2005 den damals noch unbekannten Fotografen Mark Hunter (Aliasname „The Cobrasnake“). Er machte einige Fotos von ihr für seine Web-Site und sie tauschten ihre Telefonnummern. Hunter bemerkte bald eine erhöhte Nutzung seiner Web-Site, nachdem er Fotos von Cory Kennedy dort eingestellt hatte. Im Dezember 2005 stellte Hunter weitere Fotos von Kennedy unter dem Namen JFC Cory Kennedy auf seine Web-Site, was sie quasi über Nacht berühmt machte.
Mit Zustimmung ihrer Eltern, Barry Levin und Jinx Kennedy, begann Hunter im Januar 2006, die 16-Jährige zu vermarkten. Das amerikanische Nylon-Magazin veröffentlichte mehrere Bildserien sowie eine Kolumne von und mit ihr. Die Tageszeitung The New York Times und die Zeitschrift L.A. Weekly berichteten nun ebenfalls über sie. Im Oktober des Jahres 2006 erschien sie in dem Musikvideo Keep Your Hands Off My Girl der amerikanischen Pop-Punk-Band Good Charlotte unter der Regie von Marvin Scott Jarrett.
Diese unerwartete Resonanz führte ab September 2006 zunehmend zu privaten Problemen, sodass Cory Kennedy nun in einem Internat mit begrenztem Telefon- und Computerzugang ihre Schulausbildung beendet. Seither wird ihr Internet-Blog nicht mehr so oft aktualisiert, allerdings werden immer noch Fotos von ihr für Hochglanz-Modemagazine aufgenommen. Im Herbst 2007 wurde Cory Kennedy das Gesicht der Kosmetikfirma Urban Decay.